# حجر رشيد
حجر رشيد هو نصب من حجر الديوريت مع مرسوم صدر في ممفيس، مصر، في 196 قبل الميلاد نيابة عن الملك بطليموس الخامس.
يظهر المرسوم في ثلاثة نصوص: النص العلوي هو اللغة المصرية القديمة بالخط الهيروغليفي، والجزء الأوسط نص ديموطيقي، والجزء الأدنى اليونانية القديمة. لأنه يقدم أساسا نفس النص في جميع النصوص الثلاثة (مع بعض الاختلافات الطفيفة بينهم)، الحجر يعطي مفتاح الفهم الحديث للخط للهيروغليفي.
ويعتقد أن الحجر قد تم عرضه أصلا ضمن معبد مصري، وربما بالقرب من صا الحجر. ربما كان قد نقل خلال المسيحيين الأوائل في العصور الوسطى، وكان يستخدم في نهاية المطاف كمادة بناء في بناء طابية رشيد بالقرب من مدينة رشيد (رشيد) في دلتا النيل. تم اكتشافه هناك في عام 1799 على يد جندي يدعى بيير فرانسوا بوشار من حملة نابليون على مصر. وكان هذا أول نص بلغتين مصريتين قديمتين، وأنه قد أثار اهتمام الجمهور على نطاق واسع مع قدرته على فك أسرار اللغة المصرية القديمة غير المترجمة سابقا.
وقد نقش عام 196 ق.م. وهذا الحجر مرسوم ملكي صدر في مدينة منف عام 196 ق.م. وقد أصدره الكهان كرسالة شكر لبطليموس الخامس لأنه رفع الضرائب عنهم، وعليه ثلاث لغات المصرية القديمة والديموطقية والإغريقية، وكان وقت اكتشافه لغزا لغويا لايفسر منذ مئات السنين، لأن اللغات الثلاثة كانت وقتها من اللغات الميتة، حتى جاء العالم الفرنسي جيان فرانسوا شامبليون وفسر هذه اللغات بعد مضاهاتها بالنص اليوناني ونصوص مصرية قديمة أخرى، وهذا يدل على أن هذه اللغات كانت سائدة إبان حكم البطالمة لمصر لأكثر من 150 عاما، وكانت المصرية القديمة هى اللغة الدينية المقدسة متداولة في المعابد، واللغة الديموطيقية كانت لغة الكتابة الشعبية (العامية المصرية)، واليونانية القديمة كانت لغة الحكام الإغريق، وكان قد ترجم إلى اللغة اليونانية لكي يفهموه. وكان محتوى الكتابة تمجيدا لفرعون مصر وإنجازاته الطيبة للكهنة وشعب مصر، وقد كتبه الكهنة ليقرأه العامة والخاصة من كبار المصريين والطبقة الحاكمة. تمكن العلماء العرب من اكتشاف اثنين من المبادئ الأساسية في الموضوع، أولهما أن بعض الرموز تعبر عن أصوات، والثاني أن الرموز الأخرى تعبر عن معنى الكلمة بطريقة تصويرية.
وحقق هذا الإنجاز أحمد بن أبي بكر بن وحشية، وهو عالم عاش في العراق في القرنين التاسع والعاشر الميلاديين، وترجم مؤلفه "شوق المستهام في معرفة رموز الأقلام" عن أنظمة الكتابة القديمة إلى الإنجليزية، ونشر في لندن عام 1806.
وقال الدالي "أدركوا أنها ليست صورا كما كان سائدا بين الكتاب الكلاسيكيين، كان ابن وحشية أول باحث على الإطلاق يتحدث عن الرموز الدالة على المعنى والتي وصفها في فقرة يمكن أن يتباهى بها أي باحث حديث".
وهناك باحث آخر هو الصوفي ذو النون المصري الذي نشأ في صعيد مصر ببلدة أخميم في بداية القرن التاسع الميلادي عندما كان أغلب السكان المحليين لا يزالون يتحدثون القبطية سليلة لغة المصريين القدماء. وما كان شامبليون ليستطيع فك رموز الهيروغليفية دون معرفته للقبطية التي اندثرت من حياة المصريين اليومية في العصور الوسطى ولا توجد الآن إلا في قداسات الكنيسة المصرية. وكان العالم البريطاني توماس يانج قد اكتشف الكتابة بالمصرية القديمة لها دلالات صوتية، وأن الأسماء الملكية مكتوبة داخل أشكال بيضاوية (خراطيش)، وهذا الاكتشاف أدى إلى أن فك العالم الفرنسي جان فرانسوا شامبليون رموز الكتابة الهيروغليفية، واستطاع شامبليون فك شفرة الهيروغليفية عام 1822 م، لأن النص اليوناني عبارة عن 54 سطرا وسهل القراءة مما جعله يميز أسماء الحكام البطالمة المكتوبة باللغة العامية المصرية. وبهذا الكشف فتح آفاق التعرف على حضارة قدماء المصريين وفك ألغازها، وترجمة علومها بعد إحياء لغتهم بعد موتها عبر القرون. وأصبحت المصرية القديمة وخطها الهيروغليفي وأبجديتها تدرس لكل من يريد دراسة علوم المصريات. والحجر أخذه البريطانيون من القوات الفرنسية، ووضعوه في المتحف البريطاني.
نسخ حجرية ونسخ جصية مصبوبة بدأ تداولها بين المتاحف والعلماء الأوروبيين. وفي الوقت نفسه، هزمت القوات البريطانية الفرنسيين في مصر عام 1801، وأصبح الحجر الأصلي في حوزة البريطانيين بعد استسلام الحملة الفرنسية و نقل إلى لندن. وعرض على الملأ في المتحف البريطاني بشكل مستمر تقريبا منذ عام 1802.وكان الأثر الأكثر زيارة في المتحف البريطاني.
و كانت سبب تسمية حجر رشيد بهذا الاسم لانه اكتشف بمدينة رشيد الواقعة على مصب فرع نهر النيل في البحر المتوسط.

## ترجمة الجزء الأول لنص حجر رشيد
(ترجمة عن الإنجليزية عن اللغة الإغريقية)
خلال حكم الملك الصغير الذي خلف والده كجلالة الملك صاحب التيجان العظيم الذي أنشأ مصر ومخلص للآلهة المنتصر على أعدائه والذي أعاد الحياة الكريمة للناس المشرف على احتفال الثلاثين عام العادل مثل هيفايستوس الأكبر ملك مثل الشمس. ملك القطرين الشمالي والجنوبي العظيم نجل الإله فيلوباتوريس المعترف به من قبل هيفايستوس الذي ايـّدته الشمس بالنصر الصورة الحية لزويس ابن الشمس بطليموس. فليعيش محبوب بتاح. في السنة التاسعة (أنا) أيتوس ابن أيتوس كاهن الإسكندرية والآلهة سوتيريس وأدولفي والآلهة أبورجاتي وفيلوباتوريس.
(وتأتي فقرة في النص لتمجيد آلهة الإغريق ثم يسترسل)

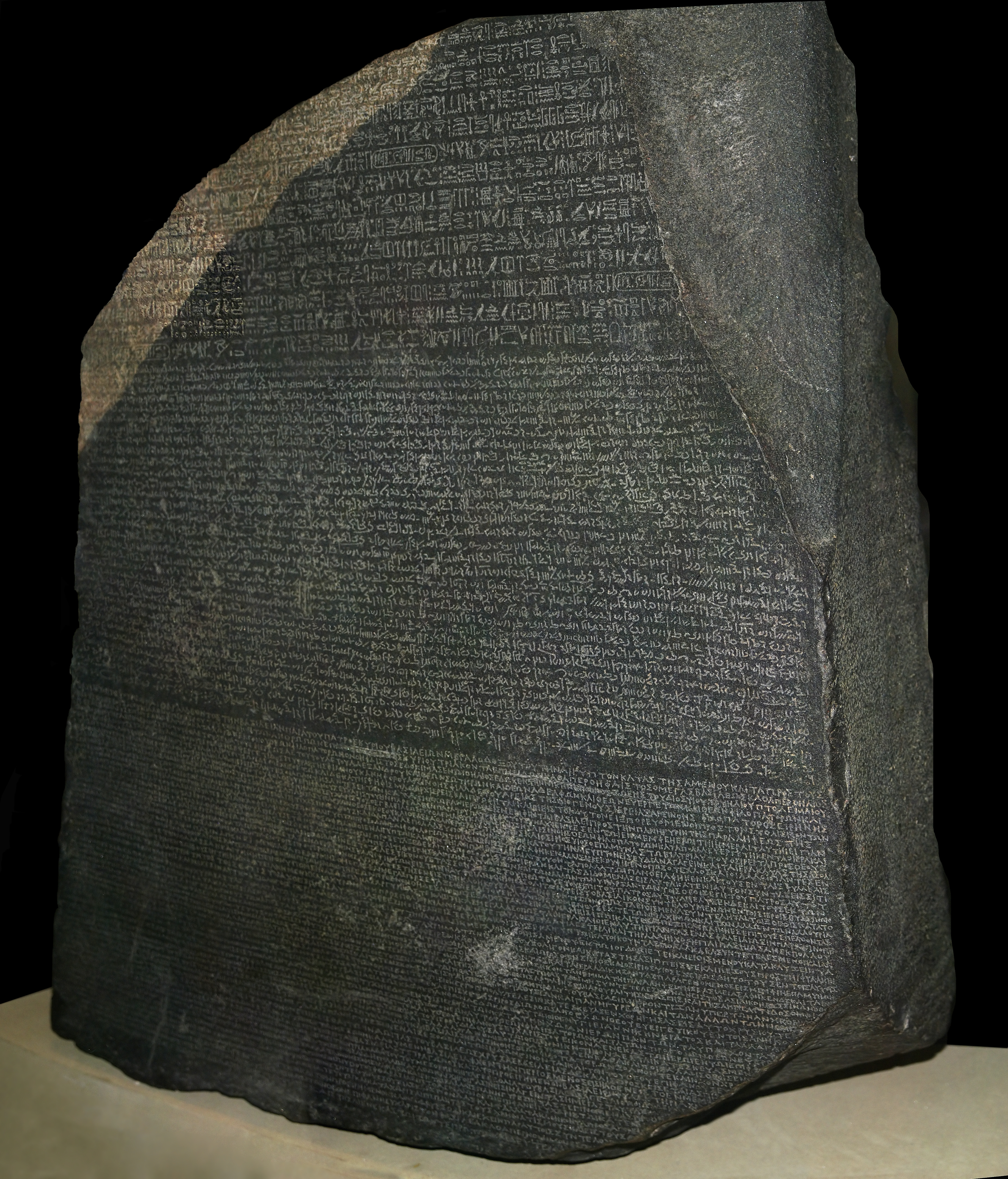
صورة حجر رشيد، دقة كاملة: 7 ميجابايت

في اليوم الرابع عشر من شهر كسانديكوس الموافق يوم 18 من شهر أمشير المصري. مرسوم: اجتمع كبار الكهنة والمنبئين وهؤلاء المسموح لهم دخول الهيكل المقدس لخدمة الآلهة وحاملوا المراوح وكتـاب القديسين وكهنة المعابد الآخرين الآتين من جميع أنحاء البلد الذين أتوا إلى منف لمقابلة الملك بمناسبة عيد تتويجه. من بطليموس فليعيش محبوب بتاح والإله أبيفانيس أوخاريستوس الذي خلف والده. اجتمعوا في هذا اليوم في معبد منف وشهدوا أن الملك بطليموس فليعيش محبوب بتاح الإله ابيفانيس أوخاريستوس ابن الملك بطليموس والملكة أرسينوي الألهة فيلوباتوريس أنه محسن للمعبد وللعاملين فيه وكذلك لجميع الشعب وأنه إله ابن إله (مثل حورس ابن إيزيس وأوزوريس المنتقم لأبيه) وأنه يقدس الآلهة. قدّم للمعبد دخل من الثروة والحبوب وصرف الكثير من أجل رخاء مصر وزوّد المعابد بالإمدادات. وهو سخي بثروته الخاصة وقام بإلغاء العوائد والضرائب التي كانت واجبة في مصر كما خفـّض أخرى حتى يتمكن الشعب من العيش في رفاهية أثناء حكمه وألغي الديون المستحقة للقصر وهي كثيرة المستحقة في مصر وباقي المملكة، وكذلك حرر هؤلاء النازلين في السجن وآخرين الواقعين في قضايا منذ زمن طويل حررهم من التهم الواقعة عليهم وأمر أن يستمر نصيب الآلهة من عائدات المعبد ومن دخل المعبد السنوي لهم سواء من الحبوب أو من الثروات وكذلك من الاطيان والحدائق والأراضي الأخرى الممنوحة لهم التي كانت مخصصة للآلهة في عهد والده وقرر بشأن الكهنة أن هؤلاء لا تزيد رسوم تعميدهم لوظيفة الكهنوت عن ما كانت مقررة في عهد والده وفي السنة الأولى من حكمه وأعفى أعضاء سلك الكهنوت من واجب حضورهم كل سنة إلى الإسكندرية وأمر أن لا يُرغم أحد على العمل في الأسطول.
كما خفض الضرائب التي يقوم المعبد بدفعها للقصر عن منسوجات بيسوس بمقدار الثلثين وقام بإصلاح ما تعطل من الأمور خلال السنوات الماضية حيث يهتم بتنفيذ كل الواجبات المتوارثة منذ القديم نحو الآلهة وضمن لجميع الأفراد مساواة في العدالة مثل هيرمس الكبير العظيم وأمر بأن يـُسمح للهاربين من صفوف الجيش وآخرين الذين كانت لهم نوايا سيئة خلال أيام التمرد أن يسترجعوا ممتلكاتهم عند عودتهم كما اتخذ إجراءات لتوجيه الفرسان والمشاة والأسطول لصد هؤلاء الذين كانوا يهجمون على مصر من البحر والبر ورصد أموالا طائلة وكميات كبيرة من الحبوب لكي تعيش المعابد والناس في البلد في أمان.
(إلى هنا يشكل هذا الجزء نحو خمسي النص)